# Jining
Jining (xinès: 济宁, pinyin: Jǐníng) és una ciutat-prefectura de la província de Shandong, al sud-oest de la República Popular de la Xina. Limita amb Heze al sud-oest, Zaozhuang al sud-est, Tai'an al nord-est, i les províncies de Henan i Jiangsu al nord-oest i sud respectivament. Jining, que es troba directament al nord del llac Nansi (xinès:南阳湖, pinyin:Nányáng Hú) és actualment la ciutat més septentrional a la qual es pot accedir mitjançant la navegació pel Gran Canal de la Xina, cosa que la converteix en un important port interior.
Segons el cens del 2010, tenia 8.081.905 habitants, dels quals 1.241.012 vivien a la zona metropolitana formada pel districte urbà de Rencheng (884 km²).

## Història

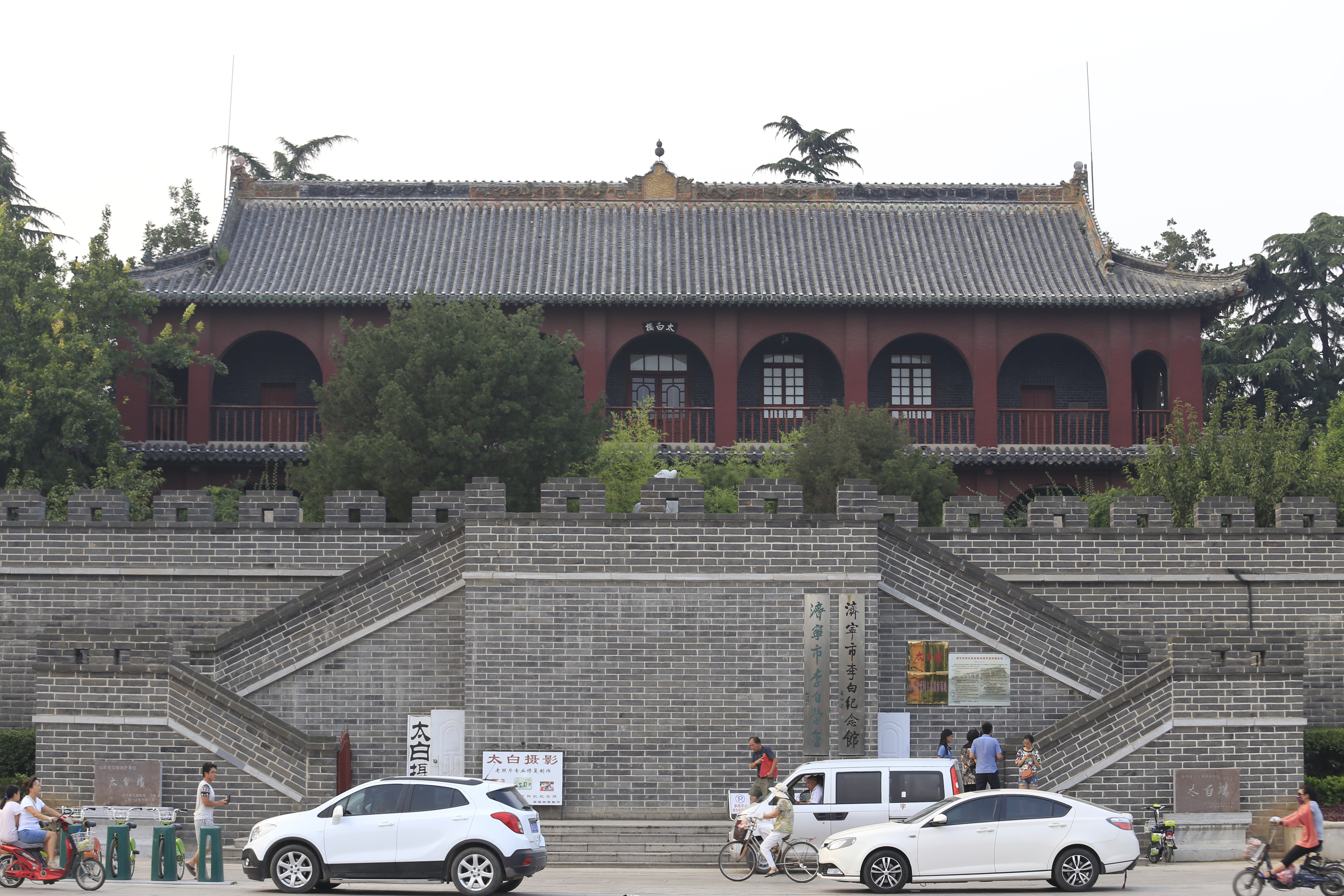
Taibai Lou, un memorial per Li Bai

El nom de Jining es va donar a la regió per primera vegada l'any 1271 durant la dinastia Song, tot i que l'àrea i el tipus de districte administratiu al qual es refereix han variat al llarg dels segles. Jining té diverses associacions distintives en la història i la cultura xineses, ja que a l'antiguitat va ser el lloc de naixement i la llar de Confuci, juntament amb molts dels seus deixebles més famosos, inclòs Mencius. Encara existeixen temples a diversos filòsofs a diverses parts de la prefectura. Liangshan, un comtat de Jining, també és famós com l'escenari principal del clàssic literari xinès Marge d'aigua.

## Administració

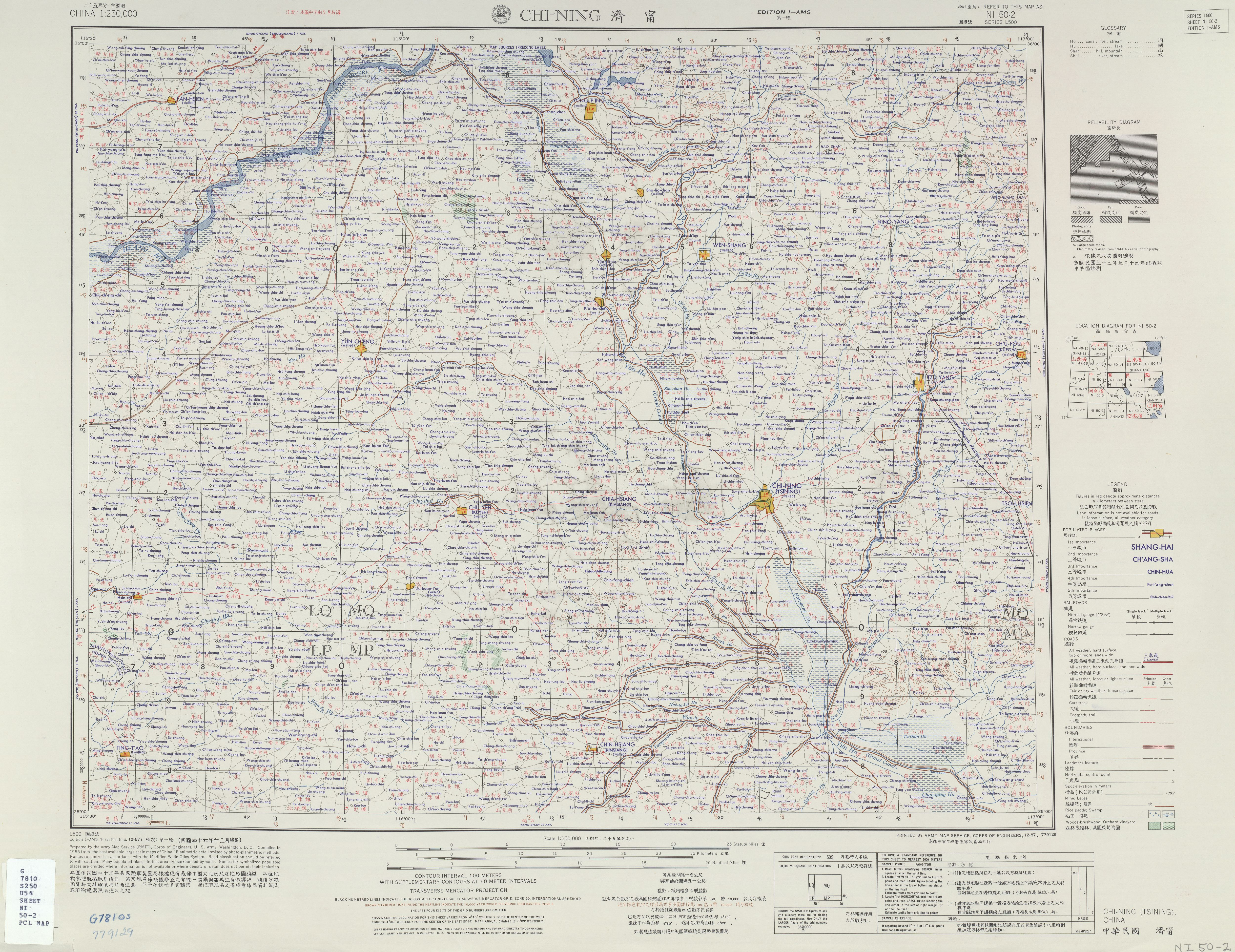
Mapa on apareix Jining (etiquetada com CHI-NING (TSINING) (emmurallada) 濟寗) (Army Map Service, 1954)

La ciutat-prefectura de Jining administra 11 divisions administratives, incloent dos districtes, dues ciutats-comtat i set comtats:
- Districte de Rencheng (任城区)
- Districte de Yanzhou (兖州区)
- Ciutat de Qufu (曲阜市)
- Ciutat de Zoucheng (邹城市)
- Comtat de Weishan (微山县)
- Comtat de Yutai (鱼台县) - originalment a l'antiga prefectura de Huxi, Shandong
- Comtat de Jinxiang (金乡县) - originalment a Huxi
- Comtat de Jiaxiang (嘉祥县) - originalment a Huxi
- Comtat de Wenshang (汶上县)
- Comtat de Sishui (泗水县)
- Comtat de Liangshan (梁山县)

| Mapa |
| --- |
| Llac Nansi Rencheng Yanzhou comtat de · Weishan comtat de · Yutai comtat de · Jinxiang comtat de · Jiaxiang comtat de · Wenshang comtat de · Sishui comtat de · Liangshan Qufu · (ciutat) Zoucheng · (ciutat) |

## Economia
Jining està situada en una zona de mineria de carbó al sud-oest de Shandong. Jining, ciutat industrial, té una central elèctrica de carbó, la central elèctrica de Jining. La ciutat és servida per l'aeroport de Jining.

## Personatges notables

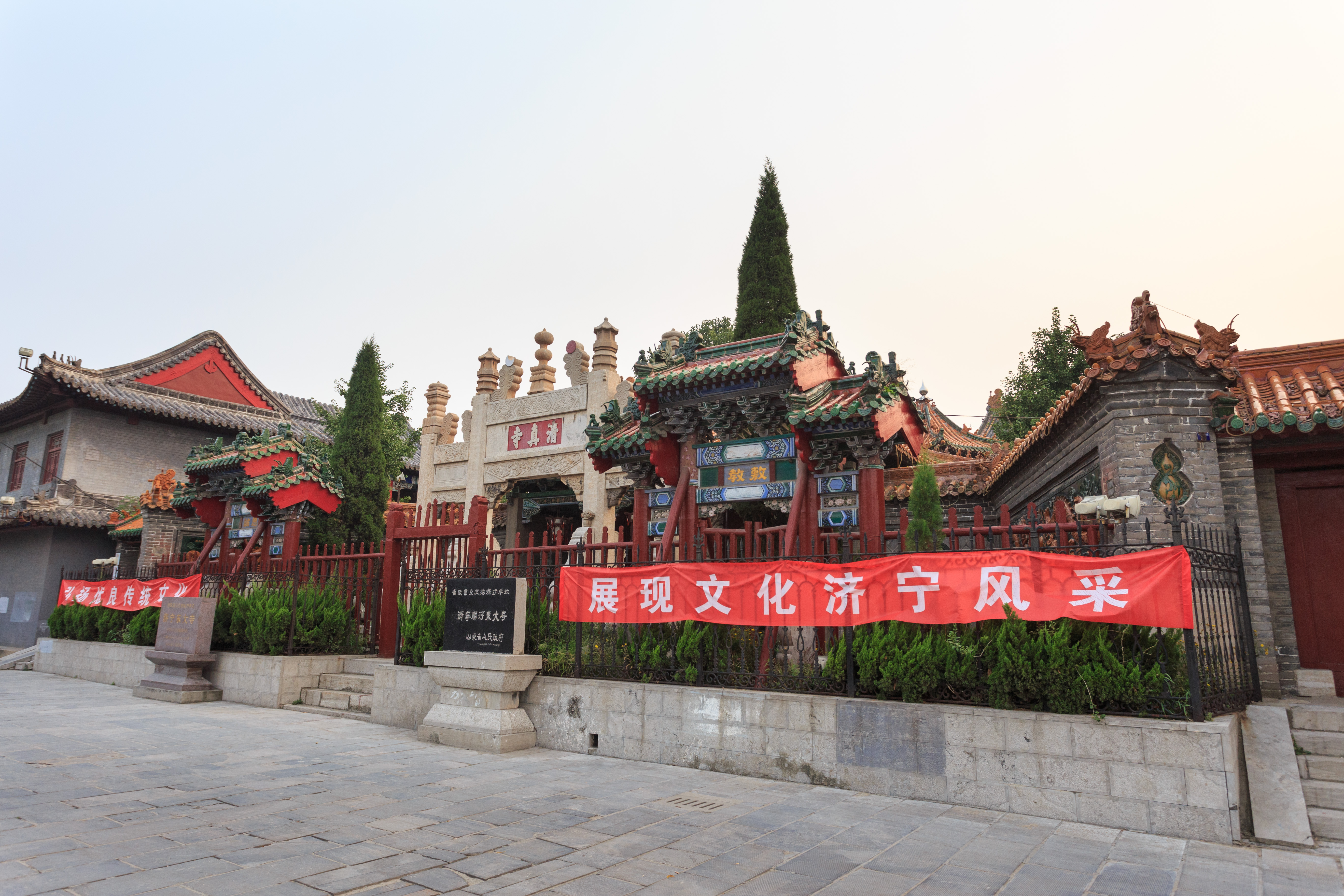
Mesquita Jining Dongdasi

- Confuci (551 – 479 aC), pensador xinès central, fundador del Confucianisme (temple principal i tomba a Qufu)
- Zengzi (505 - 436 aC), autor i filòsof xinès, principal protector dels llinatges i promotor del confucianisme
- Mencius (372 – 289 aC), pensador xinès, un intèrpret principal del confucianisme (temple principal a Zoucheng)
- Yan Hui (521 aC - 490 aC), un dels famosos deixebles de Confuci (temple a Qufu)
- Lu Ban (507–440 aC), enginyer xinès, filòsof, inventor
- Zuo Qiuming (segle v aC), escriptor xinès de la cort de l'Estat de Lu i contemporani de Confuci durant el període de primaveres i tardors.
- Kong Shangren (1648– 1718), dramaturg i poeta xinès de la dinastia Qing
- Qiao Yu (1927–), famós compositor i escriptor de teatre modern xinès.

## Ciutats agermanades
- Ashikaga (Tochigi), Japó (1984)
- Lawton (Oklahoma), Estats Units (1995)
- Mulhouse, Alt Rin, França (1996)
- Komatsu (Ishikawa), Japó (2008)
- Taganrog, Rostov Oblast, Rússia (2009)
- Osasco, São Paulo, Brasil (2010)
- Fort Smith (Arkansas), Estats Units (2012)[2]
- Angra do Heroísmo, Açores, Portugal (2015)
- Springfield, Illinois, Estats Units (2019)